# 好莱坞唱片
好莱坞唱片股份有限公司（英語：Hollywood Records, Inc.）是美国一家隶属于迪士尼音樂集團旗下的音乐厂牌。好莱坞唱片专注于流行、摇滚、另类、嘻哈及乡村等音乐类型，以及那些不适宜在旗舰厂牌華特迪士尼唱片发行的成熟曲风唱片。该唱片公司成立于1989年，目前在籍的唱片艺人包括喬丹·費雪、蕾娜·戴、皇后乐队、赞达亚、海洋公园僵局、梦想家乐队、碧·米勒、玛蒂娜·斯托赛尔、疯狂本杰明、乔奇·布兰科、莎賓娜·卡本特、R5、奥利维亚·霍尔特、索菲亚·卡森、永在你心、新希望俱乐部、欢浪、麦迪·波佩、亚历桑德罗·阿兰达、现实生活中等。自从被迪士尼收购之后，好莱坞唱片还负责发行漫威影业、20世纪影业和探照灯影业等公司的电影原声带。

## 所属艺人
- 好莱坞唱片现属艺人列表（英语：List of current Hollywood Records artists）
- 好莱坞唱片前属艺人列表（英语：List of former Hollywood Records artists）

## 发行公司
好莱坞唱片自1989年开业之后，其在美国和加拿大地区的唱片发行由艾丽卡唱片负责，而这家公司当时是由迪士尼公司的竞争对手时代华纳所拥有。1995年之后，好莱坞唱片在美国的发行工作移交到宝丽金唱片；而在加拿大则由A&M Records负责。而到1999年之后，这两家唱片公司都被环球音乐集团收购。今天，好莱坞唱片在全球的发行工作由环球音乐负责。